# Мошшоци, Ливия
Ливия (Оливия) Мошшоци (венг. Mossóczy Lívia (Olívia), 9 мая 1936 — 18 августа 2017), в замужестве взявшая фамилию Банхедьи (венг. Bánhegyi) — венгерская спортсменка, игрок в настольный теннис, призёр чемпионатов мира и Европы.

## Биография
Родилась в 1936 году в Будапеште. В 1955 году выиграла первенство Европы среди юниоров. В 1957 году стала чемпионкой мира в парном разряде. На прошедшем в 1958 году первом чемпионате Европы по настольному теннису завоевала серебряную медаль в парном разряде, и бронзовые медали в одиночном разряде и смешанном парном разряде. На чемпионате мира 1959 года не смогла завоевать наград, а на чемпионате Европы 1960 года стала обладательницей золотой медали в командном первенстве.